# Öratjärnen (Ytterhogdals socken, Hälsingland)
Öratjärnen är en sjö i Härjedalens kommun i Hälsingland och ingår i Ljusnans huvudavrinningsområde.